# Junkers J.1000
Die Junkers J.1000 war ein Entwurf der Junkers Flugzeugwerke für ein Großverkehrsflugzeug in Enten-Konfiguration aus den 1920er Jahren.

## Geschichte
Der Projektentwurf wurde 1924 von Hugo Junkers und Ernst Zindel anlässlich der 63. Hauptversammlung des VDI in Hannover der Öffentlichkeit vorgestellt. Die J.1000 sollte in der Lage sein, 100 Fluggäste und 10 Crewmitglieder über eine Flugzeit von 10 Stunden transportieren zu können. Das Großverkehrsflugzeug sollte im transatlantischen Luftverkehr eingesetzt werden. Es waren Routen in die USA und Kanada, über Island und Grönland im Gespräch.
Der Entwurf stellte die konsequente Umsetzung der Vorstellungen von Junkers zum Einsatz von „dicken“ lastaufnehmenden Tragflügeln dar, die er in seinem Nurflügel-Patent schon 1910 erarbeitet hatte. In der bis zu 2,3 Meter dicken und 80 Meter spannenden, freitragenden Tragfläche sollten demnach, neben den Passagier- und Schlafkabinen, Aussichts- und Speiseräume, Gepäck und Besatzungsräumen, auch Kraftstoff und Triebwerke untergebracht werden.
Bemerkenswert ist ebenfalls das Fahrwerk, das in die beiden nach vorne zeigenden Leitwerksträger eingezogen und unten durch eine Jalousie abgedeckt werden sollte. Die Unterseite dieser Träger war durch eine Kufe verstärkt, um bei Notlandungen mit eingefahrenem Fahrwerk landen zu können.
Die Pläne für die Triebwerksanlage enthielten neuartige Ansätze. So sollten zum ersten Mal im Flugzeugbau Freikolbenkompressoren zum Einsatz kommen. Hinter den Luftschrauben angeordnete Turbinen sollten durch von den Kompressoren erzeugte Druckluft angetrieben werden. Dieses System war für eine Leistung von viermal 1000 PS ausgelegt. Zu einem späteren Überarbeitungszeitpunkt war jedoch die Verwendung von vier konventionellen Dieselmotoren statt der Turbinen direkt vor der Flügelvorderkante vorgesehen.
Das Flugzeug kam nicht über den Entwurf hinaus, allerdings wurde in Dessau eine Attrappe der Passagierkabinen in den Tragflächen gebaut.

## Konstruktion

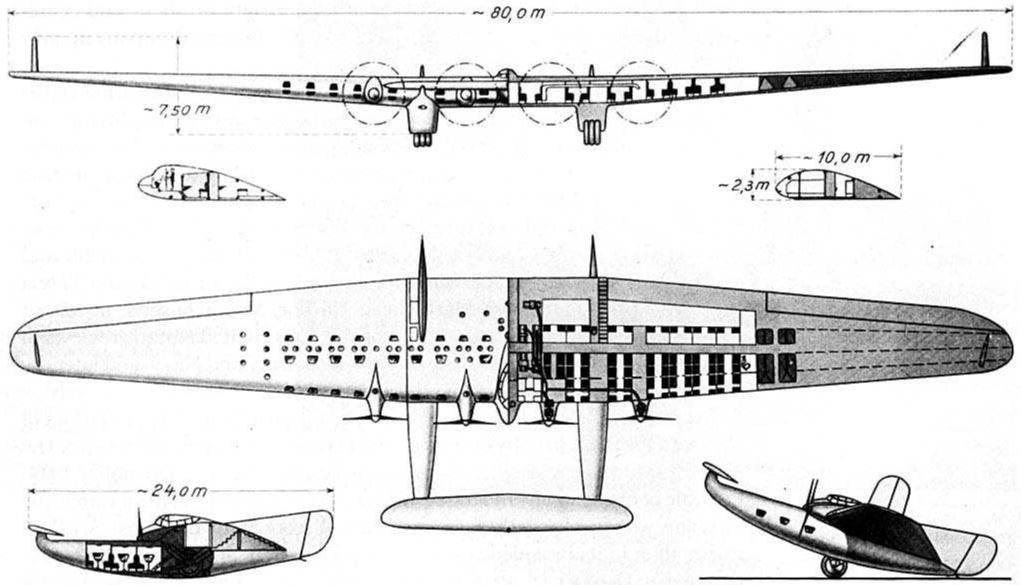
Ansichtsskizze der J.1000

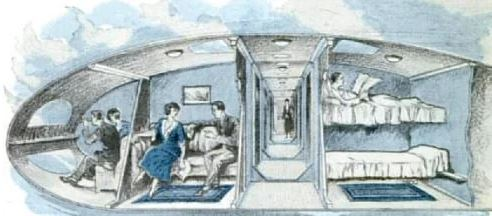
Aussichtslounge

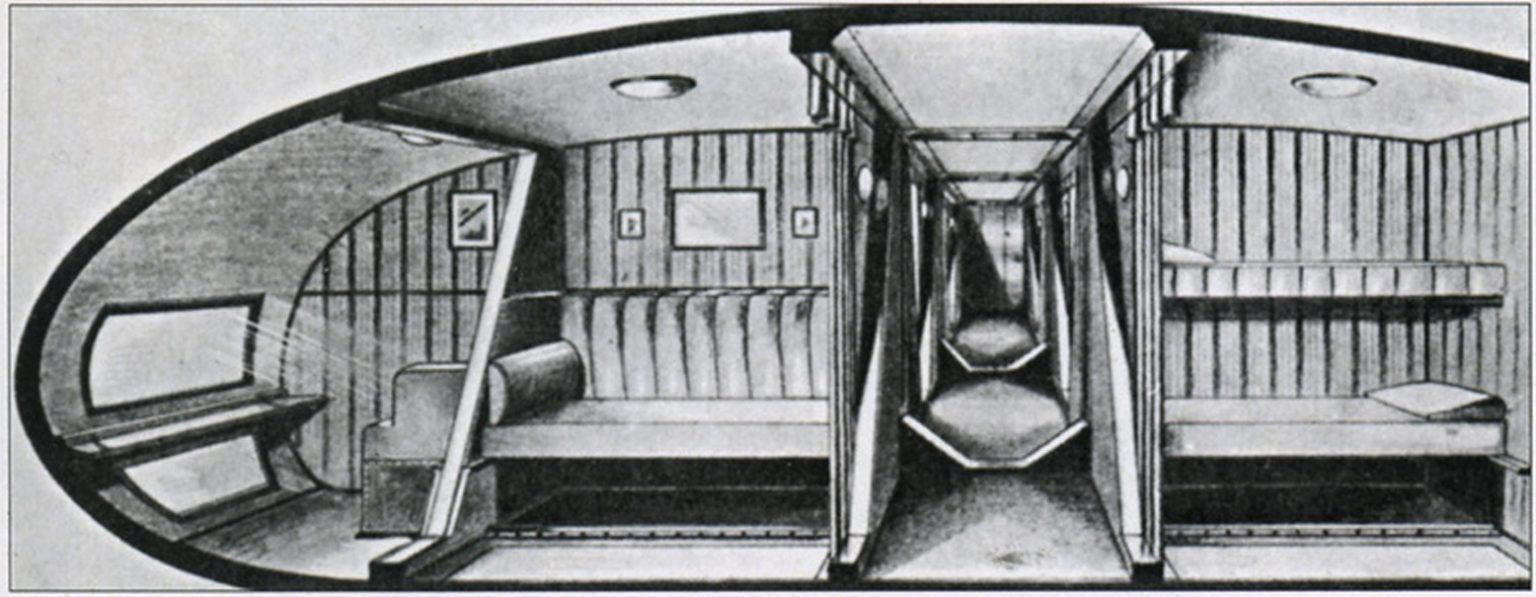
Schlafkabinen

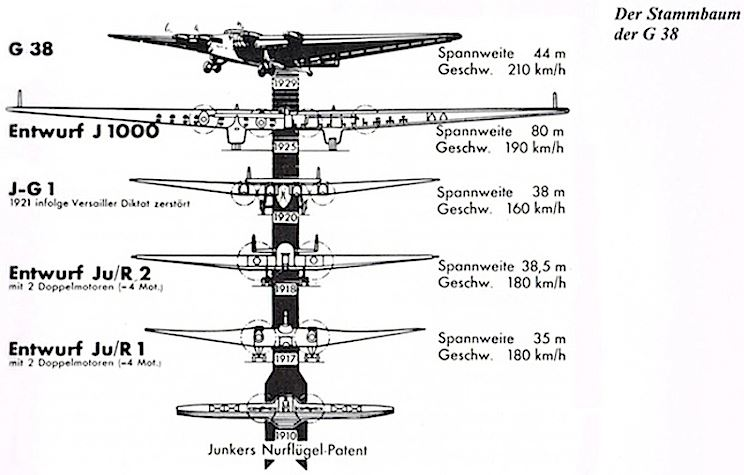
J.1000 im Vergleich

TragwerkAls Rohrgerüst mit Wellblechbeplankung. Die Passagierräume waren an der dicksten Stelle des Tragflügels (2,30 m Höhe) untergebracht. Vorgesehen waren zwölf Kabinen mit je sechs Personen im Vorderteil und 14 Kabinen für je zwei Personen im Mittelgang des Flügels.
RumpfwerkZwei Leitwerksträger, die wie das Tragwerk aufgebaut waren und das Tragwerk mit dem Vorderflügel verbanden. Neben dem Fahrwerksschacht für das Hauptfahrwerk sollten sich hier Speise- und Aussichtsräume für je 18 Personen befinden.
LeitwerkDer Vorderflügel (Höhenleitwerk) war als Pendelruder ausgebildet. Die beiden Seitenleitwerke befanden sich in der Verlängerung der Leitwerksträger. Zusätzlich gab es zwei ruderlose Seitenflossen nahe an den Tragflächenenden.

## Technische Daten
| Kenngröße             | Daten                                                                   |
| --------------------- | ----------------------------------------------------------------------- |
| Besatzung             | 10                                                                      |
| Passagiere            | 100                                                                     |
| Länge                 | 24 m                                                                    |
| Spannweite            | 80 m                                                                    |
| größte Flügeltiefe    | 10 m                                                                    |
| größte Flügelhöhe     | 2,30 m                                                                  |
| größte Höhe           | 7,50 m                                                                  |
| Flügelfläche          | 600 m²                                                                  |
| Flügelstreckung       | 10,7                                                                    |
| Nutzlast              | 12.000 kg                                                               |
| max. Startmasse       | 36.000 kg                                                               |
| Höchstgeschwindigkeit | 190 km/h                                                                |
| Triebwerke            | 4 × Freikolbenkompressoren je 1000 PS bzw. 4 × Dieselmotoren je 2000 PS |